# Shearwater (goélette)
Pour les articles homonymes, voir Shearwater.
Le Shearwater est une goélette en bois maintenant amarrée dans le Lower Manhattan à New York, dans l'État de New York. La goélette a été conçue par Theodore Donald Wells et construite par la Rice Brothers Corporation à East Boothbay, dans le Maine en 1929.

## Historique
Pendant la Seconde Guerre mondiale, elle a été réquisitionnée par les garde-côtes des États-Unis pour patrouiller les sous-marins allemands. Le Shearwater a effectué un tour du monde au début des années 1980 et a ensuite travaillé comme laboratoire de recherche pour l'Institut de médecine environnementale de l'Université de Pennsylvanie.

## Préservation
Amarré à environ 180 mètres à l'ouest du site du World Trade Center, il est exploité par Manhattan by Sail , qui propose des visites de 90 minutes du port de New York et est autorisé à transporter 48 passagers. La goélette a été inscrite au registre national des lieux historiques le 9 mars 2009 